# Instituto de Investigaciones Fundamentales en Agricultura Tropical “Alejandro de Humboldt” (INIFAT)
El Instituto de Investigaciones Fundamentales en Agricultura Tropical “Alejandro de Humboldt” (INIFAT) centro experimental con jardín botánico de especies vegetales de interés en cultivos que pueden ser mejorables, que se encuentra en las cercanías de La Habana.
El código de identificación del Instituto de Investigaciones Fundamentales en Agricultura Tropical “Alejandro de Humboldt” (INIFAT) en el "Botanic Gardens Conservation International" (BGCI) así como las siglas de su herbario es TROAG.

## Localización
Instituto de Investigaciones Fundamentales en Agricultura Tropical “Alejandro de Humboldt” (INIFAT) Calles 1 y 2, n.º 17200, Santiago de las Vegas, C.P. 17200,  La Habana, Cuba.
Planos y vistas satelitales.23°58′39″N 082°22′41″O / 23.97750, -82.37806
- Temperatura media anual: 24,2 °C
- Temperatura media máxima: 32,6 °C
- Temperatura media mínima: 11,9 °C
- Promedio anual de lluvia: 1615 mm
- Altura: 100 m s. n. m.
- Naturaleza del suelo: Ferralíticos rojos, arcillosos, de profundidad variable, pH=6.5

## Historia
En 1904, nació la "Estación Central Agronómica en Santiago de las Vegas", a 25 kilómetros de La Habana, siendo la estación agronómica dedicada al estudio y mejoramiento de las especies cultivadas en Cuba, la más antigua de su tipo en el país.
Bajo su guía se recuperó la variedad de semilla "havanensis", base genética del tabaco negro de Cuba, ya en declive en 1913.
Con la Revolución de 1959 se le dieron nuevos impulsos como estación promotora de las ciencias y del desarrollo agrícola, y se crearon las bases para aprovechar al máximo los resultados del centro.
En 1974 modernizaron sus estructuras internas y sus objetivos, transformando a la antigua estación, en el actual "Instituto de Investigaciones Fundamentales en Agricultura Tropical Alejandro de Humboldt" (INIFAT), entidad que ha logrado un potencial científico de 48 doctores y 27 másteres en Ciencias.
La colección de cultivos puros del INIFAT se creó en 1975 con el objetivo de conservar los cultivos puros de hongos fitopatógenos de los cultivos de plantas con interés económico para emplear dichos cultivos en el mejoramiento genético de estas plantas.
En el año 1980 se iniciaron los trabajos de conservación de hongos saprófitos, de todas las categorías taxonómicas con capacidad para crecer en cultivo puro.
Esta institución ha alcanzado resultados importantes en la obtención de nuevas variedades de hortalizas, la mejora de nuevos plaguicidas, la obtención de semillas de cultivos que no florecen habitualmente en condiciones tropicales, el incremento en los rendimientos del frijol y el establecimiento del cultivo de la soja.
Aquí se han desarrollado nuevas tecnologías de fabricación de biofertilizantes y bioestimuladores a base de Azotobacter.
En los últimos años han trabajado intensamente en la determinación de tecnologías de cultivo para la Agricultura Urbana en todas sus formas: organopónicos, hidropónicos, zeopónicos y huertos intensivos, lo que ha contribuido de un modo muy importante al suministro de hortalizas frescas a las ciudades, al desarrollo de la Agricultura Orgánica y al aumento del empleo en la población urbana.

## Colecciones
Las colecciones de plantas y hongos vivos que aquí se mantienen se usan con fines conservativos y fines de experimentación de las distintas actividades científicas que aquí se llevan a cabo.
- Especies vivas vegetales con interés económico y de alimentación tanto humana como animal, base cultivada para su estudio y experimentación enfocada en la mejora de sus cualidades (Hortalizas, granos básicos, oleaginosas, plantas medicinales,  plantas condimenticias.. ).
- La mayor colección de cultivos puros de hongos de Cuba, con 5350 cultivos puros de hongos conidiales, ascomicetes, basidiomicetes y zigomicetes así como 100 cepas de cromistas de patógenos de plantas cultivadas.

## Actividades
Las actividades que se desarrollan en este centro son principalmente de investigación, asesoría e información agrícola, consultoría, y ayuda en la extensión agrícola de nuevos cultivos o mejora de los ya existentes a lo largo de toda Cuba.
Sus áreas de investigación se enfocan sobre:
- Genética y mejoramiento vegetal (en este apartado se incluyen a las plantas medicinales).
- Agronomía.
- Protección de las plantas.
- Productos bioactivos.
- Biofísica y Fisiología Vegetal.
- Producción de semillas y Extensión de su cultivo.
- Laboratorio Central de Control de la calidad de las semillas.